# Schlacht bei Altenesch
Die Schlacht bei Altenesch vom 27. Mai 1234 war die entscheidende Schlacht des Stedingerkrieges. Sie fand bei Altenesch, heute Landkreis Wesermarsch, statt.

## Geschichte
In der Schlacht standen die Stedinger Bauernfamilien den Kreuzzugsheeren des Bremer Erzbischofs Gerhard II. und seiner Verbündeten gegenüber. Es war der einzige Kreuzzug auf deutschem Boden.

### Vorgeschichte
Die Herrschaftsverhältnisse im Stedinger Land waren uneinheitlich. Die Oldenburger Grafen hatten unter der Oberhoheit der Bremer Erzbischöfe Vogteirechte und ließen Burgen bauen, aber auch die Stadt Bremen versuchte sich in der Region festzusetzen und errichtete unter anderem die Vredeborg, die beim heutigen Nordenham lag. Übergriffe aus den Burgen wurden den Bremern angelastet und die Stedinger fühlten sich nicht mehr den geschlossenen Verträgen verpflichtet.
Erste Rebellionen begannen nördlich der Hunte bereits 1204. Von 1212 bis 1214 zerstörten die Stedinger einige Burgen und schlossen 1216 mit Erzbischof Gerhard II. einen Waffenstillstand, verweigerten ihm aber ab 1220 jedwede Abgaben. Die Stedinger wurden daraufhin von Gerhard II. exkommuniziert und nach der Bremer Fastensynode 1230 auch als Ketzer verfolgt. 1232 überzeugte der Erzbischof Papst Gregor IX., ihm zu gestatten, einen Kreuzzug gegen die Stedinger zu predigen; unter anderem wegen eines Angriffes der Stedinger auf das Kloster Hude in Hude.
Im Juni 1233 fand ein mäßig erfolgreicher Plünderungszug des Kreuzzugsheeres in Ost-Stedingen statt. Der Angriff auf West-Stedingen im Juli 1233 endete jedoch mit einer Niederlage gegen die Stedinger am Hemmelskamper Walde (bei Hasbergen), wobei Burchard Graf von Oldenburg-Wildeshausen fiel.

### Die Schlacht
Nach Ausrüstung eines zahlenmäßig weit überlegenen Heeres von geschätzt 4.000 bis 8.000 Bewaffneten (davon zirka 600 bis 1.000 Ritter) kam es dann 1234 bei Altenesch zur letzten Schlacht gegen die Stedinger. Außer ihren Wahlsprüchen hatten die 2.000 bis 4.000 Stedinger Kämpfer unter Führung von Thammo von Huntorp (Huntdorf), Detmar tom Dyk (tom Dieke) (Deichshausen oder Deichhausen) und Bolko von Bardenfleth den Gegnern aber nicht viel entgegenzusetzen. Sie wurden vernichtend geschlagen.

### Verluste
Die angegebene Zahl der ums Leben gekommenen Stedinger schwankt sehr stark zwischen pauschal allen samt Frauen und Kindern in den Annalen von Erfurt, 6.000 bei Albert von Stade, 4.000 in der Rasteder Chronik und nur 2.000 in der Kölner Königschronik. Viele oder auch nur manche konnten noch zu den Rüstringer Friesen im heutigen Stadland fliehen.
Alle Stedinger unterlagen von nun an der Abgabenpflicht, auch jene, die zuvor durch andere Verträge davon befreit gewesen waren.

## Nachleben und Erinnerung

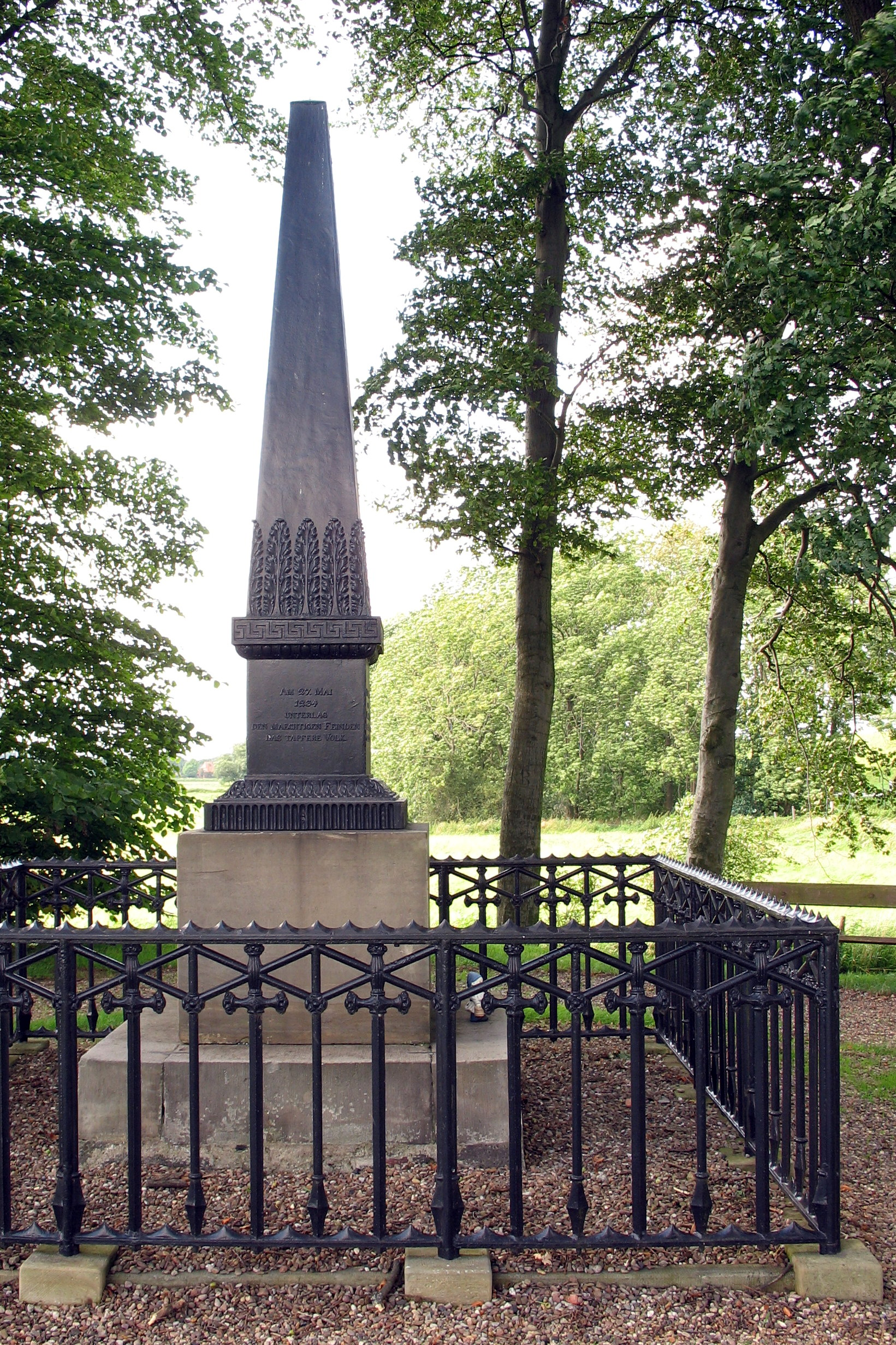
St.-Veit-Denkmal, Altenesch

- Auf dem Schlachtfeld selbst steht die St.-Gallus-Kirche, die bereits 1299 geweiht wurde. Seit 1834 erinnert ein gusseiserner Obelisk an der Landstraße 875 in Lemwerder-Altenesch an die Schlacht, das St.-Veit-Denkmal.
- Bei den Erinnerungsfeiern im 19. Jahrhundert wurde der Schlacht durch Autoren wie Hermann Allmers und Hermann Voget zu Unrecht mit dem friesischen Leitspruch „Lewer dod as Sklav“ („Lieber tot als Sklave“) in Verbindung gebracht. Stichhaltige Belege dafür gibt es nicht.
- Auf der Freilichtbühne Stedingsehre in Bookholzberg wurde während des Dritten Reiches ein Theaterstück zur Erinnerung an die Schlacht aufgeführt.
- In Bremen-Huchting, Ortsteil Grolland, erinnern die Straßen Bardenfleth-, Huntorp- und Tom-Dyk-Straße an die Stedinger Heerführer und die Straße Stedingsehre an die Schlacht bei Altenesch.
- Am 27. Mai 2009 fand zum 775. Jahrestag ein Wiesen-Spektakel mit nachgestellten Schlachtszenen statt.